# Copa presidencial turca de bàsquet
La Copa presidencial turca de bàsquet (en turc Erkekler Cumhurbaşkanlığı Kupası) de vegades coneguda com a Supercopa de bàsquet turca, és una competició professional de basquetbol que té lloc cada any a Turquia. La competició va començar l'any 1985 i està organitzada per la Federació Turca de Bàsquet.
Es disputa en un partit per determinar el guanyador de la competició. Es juga entre els guanyadors de la Lliga turca de bàsquet i el de la Copa de Turquia. Si el mateix equip guanya tant la Lliga com la Copa la mateixa temporada, la competició tindrà lloc entre els dos finalistes de la lliga.

## Finals
| Temporada | Campió                                  | Resultat                                | Finalista                               |
| 1985      | Galatasaray                             | 85 - 84                                 | Fenerbahçe                              |
| 1986      | Efes Pilsen                             | 101 - 100                               | Galatasaray                             |
| 1987      | Karşıyaka                               | 81 - 65                                 | Beşiktaş                                |
| 1988      | Eczacıbaşı                              | 89 - 87                                 | Fenerbahçe                              |
| 1989      | Çukurova Sanayi                         | 82 - 74                                 | Eczacıbaşı                              |
| 1990      | Fenerbahçe                              | 95 - 86                                 | Galatasaray                             |
| 1991      | Fenerbahçe                              | 75 - 72                                 | Tofaş SAS                               |
| 1992      | Efes Pilsen                             | 102 - 98                                | Paşabahçe                               |
| 1993      | Efes Pilsen                             | 88 - 63                                 | Tofaş                                   |
| 1994      | Fenerbahçe                              | 85 - 74                                 | Efes Pilsen                             |
| 1995      | Ülkerspor                               | 70 - 55                                 | Galatasaray                             |
| 1996      | Efes Pilsen                             | 69 - 44                                 | Türk Telekom                            |
| 1997      | Türk Telekom                            | 78 - 75                                 | Efes Pilsen                             |
| 1998      | Efes Pilsen                             | 76 - 63                                 | Ülkerspor                               |
| 1999      | Tofaş                                   | 77 - 66                                 | Efes Pilsen                             |
| 2000      | Efes Pilsen                             | 66 - 65                                 | Ülkerspor                               |
| 2001      | Ülkerspor                               | 94 - 87                                 | Efes Pilsen                             |
| 2002      | Ülkerspor                               | 83 - 78                                 | Efes Pilsen                             |
| 2003      | Ülkerspor                               | 68 - 66                                 | Efes Pilsen                             |
| 2004      | Ülkerspor                               | 68 - 66                                 | Efes Pilsen                             |
| 2005      | Ülkerspor                               | 83 - 72                                 | Efes Pilsen                             |
| 2006      | Efes Pilsen                             | 77 - 61                                 | Alpella                                 |
| 2007      | Fenerbahçe Ülker                        | 79 - 77                                 | Efes Pilsen                             |
| 2008      | Türk Telekom                            | 83 - 79                                 | Fenerbahçe Ülker                        |
| 2009      | Efes Pilsen                             | 81 - 74                                 | Fenerbahçe Ülker                        |
| 2010      | Efes Pilsen                             | 79 - 77                                 | Fenerbahçe Ülker                        |
| 2011      | Galatasaray Medical Park                | 103 - 97                                | Fenerbahçe Ülker                        |
| 2012      | Beşiktaş                                | 77 - 75                                 | Anadolu Efes                            |
| 2013      | Fenerbahçe Ülker                        | 64 - 62                                 | Galatasaray Liv Hospital                |
| 2014      | Pınar Karşıyaka                         | 77 - 75                                 | Fenerbahçe Ülker                        |
| 2015      | Anadolu Efes                            | 76 - 74                                 | Pınar Karşıyaka                         |
| 2016      | Fenerbahçe                              | 77–69                                   | Anadolu Efes                            |
| 2017      | Fenerbahçe                              | 75–64                                   | Banvit                                  |
| 2018      | Anadolu Efes                            | 65–62                                   | Fenerbahçe                              |
| 2019      | Anadolu Efes                            | 79-74                                   | Fenerbahçe Beko                         |
| 2020      | No disputat per la pandèmia de COVID-19 | No disputat per la pandèmia de COVID-19 | No disputat per la pandèmia de COVID-19 |

## Palmarès
| Club            | Títols |
| --------------- | ------ |
| Anadolu Efes    | 12     |
| Fenerbahçe      | 7      |
| Ülkerspor       | 6      |
| Galatasaray     | 2      |
| Türk Telekom    | 2      |
| Karşıyaka       | 2      |
| Tofaş           | 1      |
| Beşiktaş        | 1      |
| Eczacıbaşı      | 1      |
| Çukurova Sanayi | 1      |